# الأقدار (مسلسل)
الأقدار مسلسل كويتي، أنتج عام 1978 وهو من تأليف عبد الحسين عبد الرضا.

## الفنانين المشاركين
| الممثل               | الشخصية      |
| -------------------- | ------------ |
| عبد الحسين عبد الرضا | حمود الطواش  |
| سعد الفرج            | خليفة الدهان |
| غانم الصالح          | عيسى الدهان  |
| إبراهيم الصلال       | بوراشد       |
| خالد العبيد          | بن شطان      |
| عبد الرحمن الضويحي   | بن عيدان     |
| عبد العزيز النمش     | منيرة الطواش |
| أحمد مساعد           | بدر          |
| سعاد حسين            | أم بدر       |
| ابتسام حسين          | نجاة         |
| زكية الخنجي          | مريم         |
| سمير القلاف          | مرعوب        |
| حسين غلوم            | مهدلي        |
| فيحان العربيد        | الملا حسن    |
| حسن عبد الرسول       | معتوق        |

## وصلات خارجية
- جريدة الأنباء